# Eberechi Opara
Eberechi Opara (6 de março de 1976) é uma ex-futebolista nigeriana que atuava como defensora.

## Carreira
Eberechi Opara integrou o elenco da Seleção Nigeriana de Futebol Feminino, nas Olimpíadas de 2000. 